# Jordan Fry
Jordan Paul Fry (Spokane, 7 giugno 1993) è un attore statunitense.

## Carriera
Figlio dell'attrice Christine Fry, viene lanciato dal film La fabbrica di cioccolato di Tim Burton, dove interpreta il ruolo di Mike Teavee, il ragazzo arrogante e dipendente di videogiochi e televisione. Il suo ruolo successivo è stato nel film d'animazione I Robinson - Una famiglia spaziale, nel quale ha dato la voce al personaggio di Lewis.

## Filmografia
- La fabbrica di cioccolato (Charlie and the Chocolate Factory), regia di Tim Burton (2005)
- Raising Flagg (2006)
- I Robinson - Una famiglia spaziale (Meet the Robinsons), regia di Stephen J. Anderson (2007) - voce
- Gone, regia di Heitor Dhalia (2012)

## Doppiatori italiani
Nelle versioni in italiano dei suoi lavori, Jordan Fry è stato doppiato da:
- Alex Polidori ne La fabbrica di cioccolato

Da doppiatore è sostituito da:
- Cinzia Massironi ne La fabbrica di cioccolato (videogioco)